# Robin Shou
Robin Shou (仇雲波 - Hongkong, 17 juli 1960), artiestennaam van Shou Wan Por, is een Hongkongse acteur. Hij is een geoefend karate- en wushu-beoefenaar en een aanzienlijk aantal van zijn filmrollen zijn zodoende in het martial arts-genre. Hij debuteerde in 1987 op het witte doek in Yat goh en speelde in 1995 in zijn eerste Amerikaanse bioscoopfilm, als Liu Kang in de computerspelverfilming Mortal Kombat.
Hoewel Shou in 1995 voor het eerst in een Amerikaanse bioscoopfilm te zien was, speelde hij vijf jaar daarvoor samen met onder meer Melissa Gilbert al eerder in een productie uit de Verenigde Staten. Het filmdrama Forbidden Nights was echter een televisiefilm en zodoende nooit in de bioscoop te zien. Shou speelde twee jaar nadat hij als Liu Kang 'echt' debuteerde hetzelfde personage nogmaals in Mortal Kombat: Annihilation. Als Gen in Street Fighter: The Legend of Chun-Li had hij in 2009 opnieuw een rol in een verfilming van een computerspel.

## Filmografie
- Death Race 3: Inferno (2013)
- Death Race 2 (2010)
- Street Fighter: The Legend of Chun-Li (2009)
- Death Race (2008)
- DOA: Dead or Alive (2006)
- 18 Fingers of Death! (2006)
- Lost Time: The Movie (2003)
- Mortal Kombat: Annihilation (1997)
- Beverly Hills Ninja (1997)
- Mortal Kombat (1995)
- Long hu xin feng yun: Zhi tou hao tong ji fan (1994, ook bekend als The Most Wanted)
- Zong heng tian xia (1993, ook bekend als Angel the Kickboxer)
- Long kua si hai zhi zhi ming qing ren (1993, ook bekend als Guns & Roses)
- Zhi fa wei long (1992, ook bekend als Fatal Chase)
- Zhi zun te jing (1992, ook bekend als Hard to Kill)
- Hei mao II (1992, ook bekend als Black Cat 2: Assassination of President Yeltsin)
- Di xia bing gong chang (1991, ook bekend als Forbidden Arsenal)
- Eastern Heroes (1991)
- Hong tian long (1991, ook bekend als Fury in Red)
- Sai hak chin (1990, ook bekend als Dirty Money Laundering)
- Forbidden Nights (1990, televisiefilm)
- Chi se da feng bao (1990, ook bekend als Fatal Termination)
- Dong fang lao hu (1990, ook bekend als The Cyprus Tigers)
- Long zhi zheng ba (1989, ook bekend als Burning Ambition)
- Sheng gang qi bing di san ji (1989, ook bekend als Long Arm of the Law Part 3)
- Wo zai hei she hui de ri zi (1989, ook bekend als Triads: The Inside Story)
- Zhi zun wu shang (1989, ook bekend als Casino Raiders)
- Sing si jin jang (1988, ook bekend als City War)
- Huang jia shi jie zhi III: Ci xiong da dao (1988, ook bekend als In the Line of Duty III)
- Cheng shi te jing (1988, ook bekend als The Big Heat)
- Zhan long (1988, ook bekend als Death Cage)
- Yat goh (1987, ook bekend als The Big Brother)

- Biblioteca Nacional de España: XX928984
- Bibliothèque nationale de France: cb14040584s (data)
- International Standard Name Identifier: 0000 0001 1933 3030
- Library of Congress Control Number: no95060347
- Nationale Bibliotheek van Polen: a0000001676481
- SNAC: w6zg7p08
- Système universitaire de documentation: 158938453
- Virtual International Authority File: 29733473
- WorldCat: E39PBJfGY66T6dDMt7YcyXH3cP